# I-67 (sous-marin)
Pour les articles homonymes, voir I-67.
Le I-67 (イ-67) est un sous-marin japonais de la classe Kaidai (海大型) de la sous-classe Kaidai V (海大5型（伊六十五型/伊百六十五型）, Kaidai-go-gata, classe I-65/I-165) construit pour la marine impériale japonaise. 
Il a coulé dans un accident d'entraînement en 1940.

## Contexte
Après la Première Guerre mondiale, la marine impériale japonaise a réévalué l'utilisation de la guerre sous-marine comme élément de stratégie de flotte en raison du déploiement réussi de croiseurs-sous-marins à long rayon d'action pour les raids commerciaux des principales marines de combat. Les stratèges japonais en sont venus à réaliser les possibilités d'utilisation de l'arme pour la reconnaissance à longue portée, et dans une guerre d'usure contre une flotte ennemie qui s'approchait du Japon. Deux grands sous-marins japonais à longue portée avaient déjà été construits dans le cadre du programme de la flotte des Huit-six en tant que prototypes (I-51 et I-52), mais l'arrivée le 20 juin 1919 de sept U-boote allemands reçus par le Japon en réparation de guerre à la fin de la Première Guerre mondiale a conduit à une refonte complète. Les Japonais ont rapidement embauché des centaines d'ingénieurs et de techniciens de sous-marins allemands et d'anciens officiers de sous-marins allemands au chômage à la suite de la défaite de l'Allemagne pendant la Première Guerre mondiale, et les ont fait venir au Japon dans le cadre de contrats de cinq ans. L'ONI (Office of Naval Intelligence) américain a estimé que quelque 800 conseillers allemands s'étaient rendus au Japon à la fin de 1920. Les Japonais ont également envoyé des délégations en Allemagne, et ont participé activement à l'achat de nombreux brevets.

## Description
Les sous-marins de la sous-classe KD5 étaient des versions améliorées de la précédente sous-classe KD4. L'armement anti-aérien a été renforcé en remplaçant une mitrailleuse de calibre 13,2 mm par une mitrailleuse double de calibre .65.  la modernisation de l'arme de pont, passant d'un calibre 50 à un long canon à double usage de 65 calibres. Le sous-marin était également légèrement plus large et plus haut.
Ils ont un déplacement de 1 600 tonnes en surface et 2 367 tonnes en immersion. Les sous-marins mesuraient 97,7 mètres de long, avaient une largeur de 8,2 mètres et un tirant d'eau de 4,70 mètres. Les sous-marins permettaient une profondeur de plongée de 75 m et un possédaient un effectif de 62 officiers et membres d'équipage. 
Sulzer a été retenu comme fabricant des moteurs diesel Mk 3, dont les performances étaient légèrement inférieurs à celles des moteurs des premières sous-classes. Pour la navigation de surface, les sous-marins étaient propulsés par deux moteurs diesel de 3 000 cv (2 200 kW), chacun entraînant un arbre d'hélice. En immersion, chaque hélice était entraînée par un moteur électrique de 900 chevaux-vapeur (671 kW). Ils pouvaient atteindre 20,5 nœuds (38 km/h) en surface et 8,2 nœuds (15,2 km/h) sous l'eau. En surface, les KD5 avaient une autonomie de 10 000 milles nautiques (19 000 km) à 10 noeuds (19 km/h); en immersion, ils avaient une autonomie de 60 milles nautiques (170 km) à 3 noeuds (5,6 km/h).
Les sous-marins étaient armés de 6 tubes lance-torpilles internes de 53,3 cm, 4 à l'avant et 2 à l'arrière. Ils transportaient une recharge pour chaque tube , soit un total de 14 torpilles Type 89. Ils étaient également armés d'un canon de pont de 100 mm (L/50) pour le combat en surface et d'une mitrailleuse de 13,2 mm AA type 93 et d'une mitrailleuse de 7,7 mm.

## Construction
Construit par le chantier naval de Mitsubishi à Kobe au Japon, le I-67 a été mis sur cale le 14 octobre 1929. Il a été lancé le 7 avril 1931 sous le nom de I-67. Il a été achevé et mis en service le 8 août 1932.

## Histoire de service
Lors de sa mise en service, le I-67, sous les ordres du capitaine de corvette (海軍少佐 (Kaigun-shōsa)) Fukuzawa Tsunekichi, a été rattachée au district naval de Kure et affecté à la 30e division de sous-marins, dans laquelle il a passé toute sa carrière. Lorsque le sous-marin I-66 a été mis en service le 10 novembre 1932, il a rejoint le I-67 dans la 30e division de sous-marins et ce jour-là, la division a été réaffectée à la ""division de défense de Sasebo"" dans le district naval de Sasebo. Le sous-marin I-65 a rejoint les I-66 et I-67 dans la 30e division de sous-marins le 1er décembre 1932, et ce jour-là, la division a été réaffectée au 1er escadron de sous-marins de la 1re Flotte de la Flotte combinée.
Le 15 novembre 1933, la 30e division de sous-marins a été réaffectée au 2e escadron de sous-marins de la 2e Flotte de la Flotte combinée. Le I-67 a été déployé en Mandchourie en 1934 et, le 27 septembre 1934, il a quitté Ryojun, en Mandchourie, pour effectuer une croisière d'entraînement dans la région de Tsingtao, au large de la Chine. La croisière s'est terminée par l'arrivée à Sasebo le 5 octobre 1934.
La 30e division de sous-marins fut réaffectée à l'escadron de garde de Sasebo dans le district naval de Sasebo le 15 novembre 1934, puis au 2e escadron de sous-marins de la 2e Flotte le 15 novembre 1935. Le 13 avril 1936, le I-67 fit route depuis Fukuoka, au Japon, pour une autre croisière d'entraînement qui l'emmena dans la région de Tsingtao. Plus tard dans l'année, il fut déployé à Formose et partit de Mako, de Formose, le 4 août 1936 pour une croisière d'entraînement au large d'Amoy, en Chine. Il revint à Mako le 6 septembre 1936.
Le I-67 a été désarmé et mis en réserve dans le district naval de Sasebo le 1er décembre 1937 et est passé dans la 3e réserve dans ce district le 15 décembre 1938. Il a été remis en service en tant qu'unité de la 30e division de sous-marins le 15 novembre 1939 et affecté au 4e escadron de sous-marins de la 1re Flotte de la Flotte combinée.

### Perte
En août 1940, le I-67 s'est déployé aux îles Bonin pour participer à un exercice de la Flotte combinée avec le commandant de la 30e division de sous-marins et un juge d'exercice à bord en plus de son équipage de 89 personnes. Il se trouvait dans l'océan Pacifique au large de la côte sud de Minamitori-shima le 29 août 1940 lorsqu'un hydravion du porte-hydravions Mizuho s'est approché. Le I-67 s'est entraîné à faire un plongeon en catastrophe pour éviter une fausse attaque de l'hydravion . Le 25 septembre 1940, la marine impériale japonaise déclara officiellement que tous les hommes à bord étaient morts, et le I-67 fut rayé de la liste de la marine le 1er novembre 1940.
La cause de la perte du I-67 reste inconnue. Au cours de l'enquête menée après l'accident, l'équipage de l'hydravion du Mizuho a déclaré qu'il pensait avoir vu le I-67 plonger avec une écoutille arrière encore ouverte. Les enquêteurs ont conclu que s'il avait été immergé avec l'écoutille ouverte, une inondation rapide se serait produite et l'aurait fait couler rapidement par l'arrière.